# Adam Humer
Adam Teofil Humer (en polaco: Adam Teofil Humer; Camden, Nueva Jersey; 27 de abril de 1917 - Varsovia, 12 de noviembre de 2001), también es Adam Umer - comunista polaco, funcionario de órganos punitivos, coronel del  Ministerio de Seguridad Pública. Participó activamente en la represión política, fue particularmente cruel. En el Tercer Rzecz Pospolita, fue declarado culpable de tortura.

## Activista comunista
Nació en una familia de judíos laboristas polacos en los Estados Unidos. (La fecha exacta de nacimiento es dudosa, como lo es la etnia de Humer - según informes no confirmados, Umer-Humera tenía raíces alemanas). En 1921 la familia regresó a Polonia. Vivió en Tomaszów Lubelski.
El adolescente Adam Humer era una organización scout. El estudiante se unió al Komsomol ucraniano occidental, luego se unió al Partido Comunista Polaco. Después de la entrada de partes del Ejército Rojo en Tomaszów Lubelski en septiembre de 1939, se convirtió en vicepresidente del Comité Revolucionario pro-soviético local. Después de mudarse a Lviv, encabezó una brigada de propaganda comunista en la universidad de la ciudad.
Durante la ocupación nazi participó en el movimiento clandestino comunista armado que opera en el Voivodato de Lublin.

## Oficial de Seguridad del Estado
En septiembre de 1944, Adam Humer dirigió el Departamento de Investigaciones del Ministerio de Seguridad Pública en Lublin. Jugó un papel importante en la represión de la oposición anticomunista y el movimiento clandestino armado: destacamentos y grupos AK,  NSZ,  WiN. Bajo la guía de Humer sirvió, en particular, al capitán Dereszewicz, que murió en batalla con los partidarios de Marian Bernaciak. Desde agosto de 1945, Humer fue trasladado a Varsovia, el aparato central de seguridad del Estado. Consistió en el PPR, luego en el POUP.
Los métodos de Humer fueron particularmente crueles, incluso con respecto a las mujeres. Durante los interrogatorios, practicó torturas y palizas, usó un látigo y alambre de púas. Entre las personas que Humer torturó estaban el participante de la sublevación de Varsovia, Juliusz Deczkowski, la activista clandestina de AK Maria Hattowska, el famoso piloto Skalski, Stanisław, el escritor Adam Doboszyński, el filósofo Tadeusz Płużanski, el obispo Kaczmarek, Czesław.
Humer participó en el proceso de Witold Pilecki, argumentó la acusación, sobre la base de la cual Pilecki fue ejecutado.
En marzo de 1955, durante el inicio de la desestabilización, Adam Humer fue suspendido. Sus métodos han sido calificados como" infravalorado " por la Comisión especial del Politburó del CC POUP. De las fuerzas de Humer tuvo que pasar a un puesto secundario en el Ministerio de agricultura. Sin embargo, no fue perseguido, no fue privado del rango militar y conservó el premio previamente recibido: la Cruz de plata del Mérito.
Unos años más tarde regresó al Servicio de Seguridad del Ministerio del Interior de Polonia como consultor. Después de la jubilación, disfrutó de beneficios veteranos.

## Corte y límite de tiempo
En 1992, después del cambio del sistema sociopolítico en Polonia, Adam Humer fue arrestado y llevado a juicio. En 1994 fue sentenciado a 9 años de prisión por usar la tortura. En 1996, en apelación, el término se redujo a 7 años y 6 meses. Humer se convirtió en el primer funcionario de los órganos punitivos comunistas, llevado ante la justicia en Polonia después de 1989.
En el juicio, Humer se comportó de manera grosera y desafiante, escupió a las cámaras de televisión. Sobre el proceso de Humer en 1994 se hizo un documental.
La muerte de Adam Humer cayó en noviembre de 2001, un día después de la celebración del Día de la Independencia de Polonia. Durante este período, Humer estaba de permiso de prisión.

## Familia
- El padre Adam Humer - Wincenty Humer - era un funcionario comunista activo, encabezado por el Comité Tomaszów Lubelski de la PPR.[12] Asesinado por militantes del grupo clandestino de Jan Leonowicz el 31 de mayo de 1946.
- El hermano de Adam Humer - Henryk Humer y su hermana - Wanda Humer - fueron activistas de la PPR.

- El hermano de Adam Humer - Edward Humer - sirvió en inteligencia militar y seguridad del estado.

- Sobrina de Adam Humer - Magda Umer - una famosa cantante y cineasta polaca.[13]